# یواس‌ان‌اس میشن لورتو (تی‌ای‌او-۱۱۶)
یواس‌ان‌اس میشن لورتو (تی‌ای‌او-۱۱۶) (به انگلیسی: USNS Mission Loreto (T-AO-116)) یک کشتی است که طول آن 524 ft (160 m) می‌باشد. این کشتی در سال ۱۹۴۴ ساخته شد.